# Allians för kåren
Allians för kåren (förkortat AFK) är ett kårparti vid Uppsala studentkår. Partiet bildades år 2014 genom ett samarbete mellan personer från Moderata studenter, Liberala studenter och Centerstudenter. En av partiets huvudfrågor är att reformera studentkårens valsystem så att alla sektioner ges proportionell representation, och därtill att ge Studenthälsan större inflytande.
Kårvalet 2018 gav Allians för kåren, tillsammans med Uppsala universitets studenter, en majoritet för att bilda styrelse. Valet såg ett ökat deltagande bland studenter. Allians för kåren fick totalt 228 röster och Uppsala universitets studenter 500 röster, av totalt 1357. Detta säkrade båda partierna 18 mandat, en majoritet gentemot Vänsterns studentförbund, S-studenter och FI-studenters 15 mandat. Efter förhandlingar kring styrelsesammansättningen, valdes Ludvig Filhm (AFK) till den första borgerliga studentkårsordföranden sedan 1998. Övriga ledamöter från Allians för kåren var Theo Herold, Michelle Grönlund och Leo Pierini.
Sedan 2021 är Daniel Åkerman ordförande.

## Lista över partiordförande
2014-2015 Michael Holtorf
2015-2017 Fredrik Hultman
2017-2018 Ludvig Filhm
2018-2018 Therese Schagerholm Dahl
2018-2019 Theo Herold
2019-2020 Michelle Grönlund
2020-2021 Sebastian Holmberg
2021- Daniel Åkerman